# Década de 1660
Séculos: Século XVI - Século XVII - Século XVIII
Décadas: 1630 1640 1650 - 1660 - 1670 1680 1690
Anos: 1660 - 1661 - 1662 - 1663 - 1664 - 1665 - 1666 - 1667 - 1668 - 1669